# Channa melasoma
Channa melasoma és una espècie de peix de la família dels cànnids i de l'ordre dels perciformes.

## Descripció
- Fa 30 cm de llargària màxima i el seu color és, en els exemplars preservats, verdós o blavós fosc al dors i marró groguenc o vermellós al ventre. Presenta un punt poc visible darrere de la comissura de la boca, escates grans a la part superior del cap i, de vegades, punts grocs a la part inferior del cap.
- Absència d'escates a la regió gular del cap.
- 50-54 escates a la línia lateral.
- Cap espina i 37-41 radis tous a l'aleta dorsal. Cap espina i 21-25 radis tous a l'anal. 14-17 radis a les pectorals.
- Aletes pectorals gairebé tan allargades com la zona cefàlica darrere dels ulls.
- Aleta dorsal estesa més enllà de l'extrem de l'anal.
- Els exemplars joves tenen una franja vermella lateral des del musell fins a l'aleta caudal.[4][5][6]

## Reproducció
Construeix nius i només un dels progenitors protegeix els ous i les larves.

## Alimentació
És un depredador nocturn, el qual es nodreix de peixos, llangardaixos, crancs, insectes i llurs larves.

## Hàbitat i distribució geogràfica
És un peix d'aigua dolça (pH entre 5 i 5,3), bentopelàgic i de clima tropical (20°N-15°S), el qual viu a Àsia: els rierols ombrejats i boscosos de corrent lent, amb arrels submergides i substrats de fullaraca, i, també, els rius mitjans i grans des de la conca del riu Mekong a Tailàndia fins a Cambodja, Laos, el Vietnam, Malàisia (Sarawak i la part continental), Singapur, Indonèsia (Borneo i Sumatra), Brunei i les illes Filipines (Palawan).

## Estat de conservació
La seua principal amenaça és la destrucció del seu hàbitat, especialment la pèrdua i degradació dels boscos de torba.

## Observacions
És inofensiu per als humans i capaç de moure's en terra.